# Bisturí láser

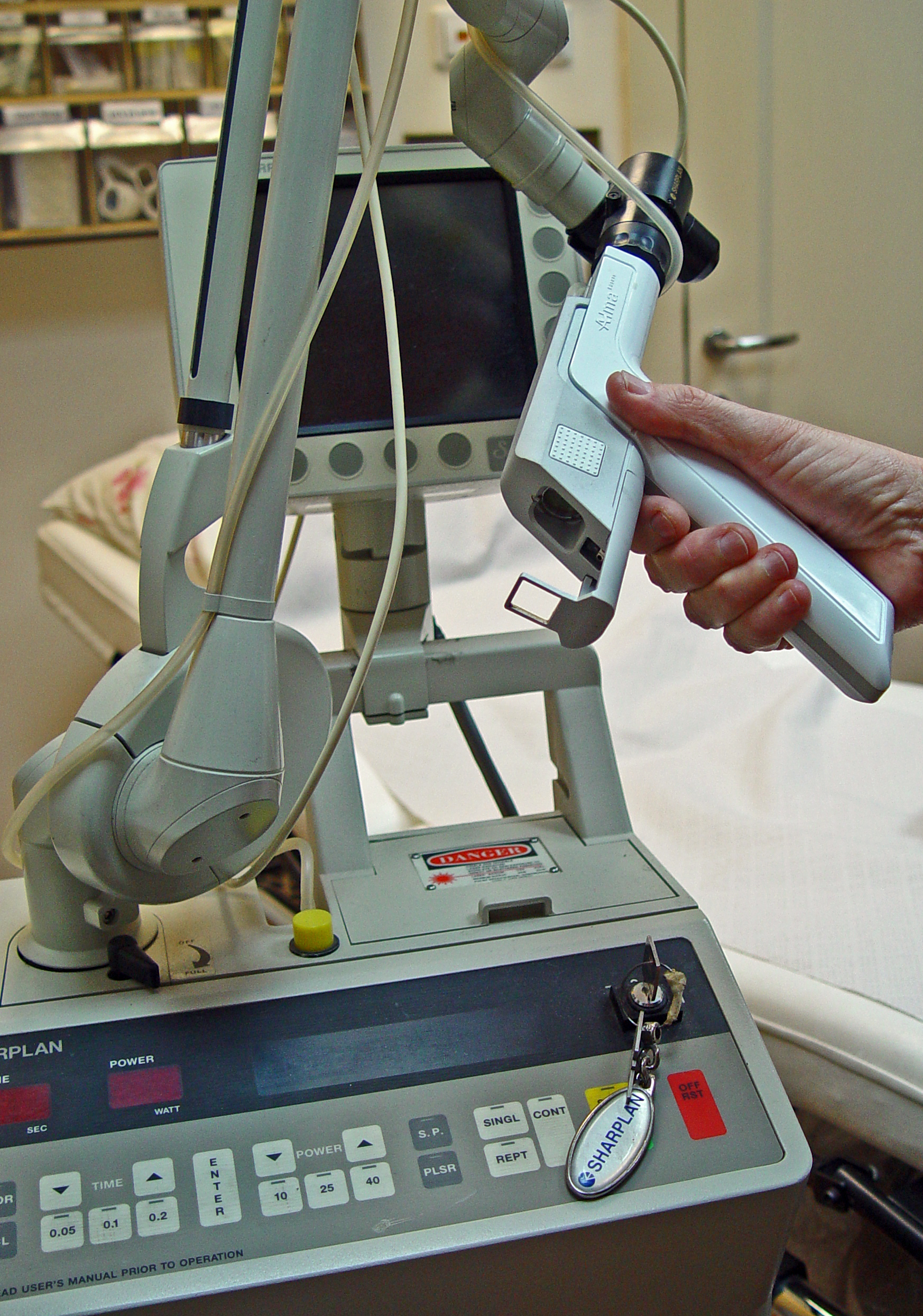
Bisturí láser de CO_{2 } de 40 vatios para aplicaciones en ORL, ginecología, dermatología, cirugía oral, y podología

Un bisturí láser es un escalpelo usado en cirugía para cortar o separar tejido vivo por medio de luz láser.  En la cirugía láser de tejidos blandos, un haz láser erosiona o vaporiza el tejido blando con alto contenido en agua.
En oftalmología el láser excimer se usa para cambiar la forma de la córnea, procedimiento conocido como LASIK y LASEK.
Otros campos donde el uso del bisturí láser es común son los partos, la neurocirugía y la cirugía vascular. Actualmente se ha extendido el uso del YAG y el láser de dióxido de carbono en oposición a otros sistemas láser mucho más caros.
Para la investigación en el campo de la biología celular, microbisturís láser especiales pueden realizar cortes menores que una célula.